# فرانسيس إي. إل. برستون
فرانسيس إي. إل. برستون (بالإنجليزية: Frances E. L. Preston) هي ناشِطة أمريكية، ولدت في 1844، وتوفيت في 1929.